# Olympische Sommerspiele 1936/Fechten – Florett (Männer)
Der Wettkampf im Florettfechten der Männer bei den Olympischen Spielen 1936 in Berlin fand vom 5. bis 6. August im Kuppelsaal und vor dem Haus des Deutschen Sports im Deutschen Sportforum statt.
Jede Nation durfte bis zu drei Fechter nominieren. Olympiasieger wurde Giulio Gaudini aus Italien. Silber gewann der Franzose Édward Gardère und Bronze mit Giorgio Bocchino ebenfalls ein Italiener.

## Ergebnisse

### 1. Runde

#### Pool 1
| Rang | Athlet              | Nation             | Punkte | S. | N. | Eigene Treffer | Gegner Treffer |
| ---- | ------------------- | ------------------ | ------ | -- | -- | -------------- | -------------- |
| 1    | Giulio Gaudini      | Königreich Italien | 10     | 5  | 1  | 29             | 12             |
| 2    | Bengt Ljungquist    | Schweden           | 8      | 4  | 2  | 26             | 14             |
| 3    | Paul Valcke         | Belgien            | 8      | 4  | 2  | 26             | 20             |
| 4    | Bohuslav Kirchmann  | Tschechoslowakei   | 8      | 4  | 2  | 24             | 22             |
| 5    | Ángel Gorordo       | Argentinien        | 6      | 3  | 3  | 20             | 18             |
| 6    | César Barros        | Chile              | 2      | 1  | 5  | 7              | 29             |
| 7    | Spyridon Ferentinos | Griechenland       | 0      | 0  | 6  | 13             | 30             |

#### Pool 2
| Rang | Athlet              | Nation       | Punkte | S. | N. | Eigene Treffer | Gegner Treffer |
| ---- | ------------------- | ------------ | ------ | -- | -- | -------------- | -------------- |
| 1    | André Gardère       | Frankreich   | 10     | 5  | 0  | 25             | 8              |
| 2    | Roberto Larraz      | Argentinien  | 8      | 4  | 1  | 24             | 13             |
| 3    | Konstantinos Bembis | Griechenland | 6      | 3  | 2  | 20             | 15             |
| 4    | Gottfried von Meiss | Schweiz      | 4      | 2  | 3  | 17             | 19             |
| 5    | Ricardo Vagnotti    | Brasilien    | 2      | 1  | 4  | 10             | 22             |
| 6    | Mirko Koršič        | Jugoslawien  | 0      | 0  | 5  | 7              | 25             |

#### Pool 3
| Rang | Athlet                          | Nation             | Punkte | S. | N. | Eigene Treffer | Gegner Treffer |
| ---- | ------------------------------- | ------------------ | ------ | -- | -- | -------------- | -------------- |
| 1    | Erwin Casmir                    | Deutsches Reich    | 12     | 6  | 0  | 30             | 10             |
| 2    | Lajos Maszlay                   | Ungarn             | 10     | 5  | 1  | 27             | 16             |
| 3    | Aage Leidersdorff               | Dänemark           | 10     | 5  | 2  | 30             | 26             |
| 4    | Bill Pecora                     | Vereinigte Staaten | 8      | 4  | 3  | 25             | 24             |
| 5    | Denis Pearce                    | Großbritannien     | 8      | 4  | 3  | 26             | 25             |
| 6    | Hervarth Frass von Friedenfeldt | Tschechoslowakei   | 4      | 2  | 5  | 21             | 28             |
| 7    | Mauris Shamil                   | Ägypten            | 2      | 1  | 6  | 21             | 32             |
| 8    | Hubert de Bèsche                | Schweden           | 0      | 0  | 7  | 16             | 35             |

#### Pool 4
| Rang | Athlet        | Nation           | Punkte | S. | N. | Eigene Treffer | Gegner Treffer |
| ---- | ------------- | ---------------- | ------ | -- | -- | -------------- | -------------- |
| 1    | Emrys Lloyd   | Großbritannien   | 10     | 5  | 0  | 25             | 7              |
| 2    | Josef Losert  | Österreich       | 8      | 4  | 1  | 22             | 15             |
| 3    | Ivar Tingdahl | Schweden         | 4      | 2  | 3  | 18             | 19             |
| 4    | Jiří Jesenský | Tschechoslowakei | 4      | 2  | 3  | 16             | 22             |
| 5    | Tomás Goyoaga | Chile            | 4      | 2  | 3  | 17             | 18             |
| 6    | Marjan Pengov | Jugoslawien      | 0      | 0  | 5  | 8              | 25             |

#### Pool 5
| Rang | Athlet                 | Nation          | Punkte | S. | N. | Eigene Treffer | Gegner Treffer |
| ---- | ---------------------- | --------------- | ------ | -- | -- | -------------- | -------------- |
| 1    | József Hátszeghy       | Ungarn          | 10     | 5  | 0  | 25             | 10             |
| 2    | René Lemoine           | Frankreich      | 8      | 4  | 1  | 23             | 14             |
| 3    | August Heim            | Deutsches Reich | 6      | 3  | 1  | 19             | 8              |
| 4    | Johan Falkenberg       | Norwegen        | 6      | 3  | 1  | 18             | 10             |
| 5    | Svend Jacobsen         | Dänemark        | 2      | 1  | 4  | 11             | 21             |
| 6    | Jean Rubli             | Schweiz         | 0      | 0  | 4  | 8              | 20             |
| 7    | Hermogenes Valdebenito | Chile           | 0      | 0  | 5  | 4              | 25             |

#### Pool 6
| Rang | Athlet              | Nation             | Punkte | S. | N. | Eigene Treffer | Gegner Treffer |
| ---- | ------------------- | ------------------ | ------ | -- | -- | -------------- | -------------- |
| 1    | Joe Levis           | Vereinigte Staaten | 12     | 6  | 0  | 30             | 13             |
| 2    | Mahmoud Ahmed Abdin | Ägypten            | 10     | 5  | 1  | 26             | 20             |
| 3    | Béla Bay            | Ungarn             | 6      | 3  | 3  | 25             | 20             |
| 4    | Jens Frølich        | Norwegen           | 6      | 3  | 3  | 26             | 23             |
| 5    | Rodolfo Valenzuela  | Argentinien        | 6      | 3  | 3  | 23             | 22             |
| 6    | Lodovico Alessandri | Brasilien          | 2      | 1  | 5  | 18             | 29             |
| 7    | Ernest Dalton       | Kanada             | 0      | 0  | 6  | 9              | 30             |

#### Pool 7
| Rang | Athlet                 | Nation             | Punkte | S. | N. | Eigene Treffer | Gegner Treffer |
| ---- | ---------------------- | ------------------ | ------ | -- | -- | -------------- | -------------- |
| 1    | Georges de Bourguignon | Belgien            | 10     | 5  | 0  | 25             | 15             |
| 2    | Giorgio Bocchino       | Königreich Italien | 8      | 4  | 0  | 20             | 9              |
| 3    | Michel Fauconnet       | Schweiz            | 6      | 3  | 1  | 19             | 10             |
| 4    | Josef Ritz             | Österreich         | 6      | 3  | 3  | 21             | 24             |
| 5    | Caspar Schrøder        | Dänemark           | 4      | 2  | 4  | 19             | 26             |
| 6    | Moacyr Dunham          | Brasilien          | 0      | 0  | 4  | 10             | 20             |
| 7    | Nils Jørgensen         | Norwegen           | 0      | 0  | 5  | 15             | 25             |

#### Pool 8
| Rang | Athlet            | Nation             | Punkte | S. | N. | Eigene Treffer | Gegner Treffer |
| ---- | ----------------- | ------------------ | ------ | -- | -- | -------------- | -------------- |
| 1    | Édward Gardère    | Frankreich         | 10     | 5  | 1  | 28             | 14             |
| 2    | Julius Eisenecker | Deutsches Reich    | 8      | 4  | 2  | 28             | 17             |
| 3    | Karl Sudrich      | Österreich         | 8      | 4  | 1  | 22             | 16             |
| 4    | Hugh Alessandroni | Vereinigte Staaten | 6      | 3  | 3  | 23             | 25             |
| 5    | David Bartlett    | Großbritannien     | 6      | 3  | 3  | 22             | 23             |
| 6    | Dimitar Wassilew  | Bulgarien          | 2      | 1  | 5  | 6              | 26             |
| 7    | Don Collinge      | Kanada             | 0      | 0  | 5  | 12             | 25             |

#### Pool 9
| Rang | Athlet              | Nation             | Punkte | S. | N. | Eigene Treffer | Gegner Treffer |
| ---- | ------------------- | ------------------ | ------ | -- | -- | -------------- | -------------- |
| 1    | Gioacchino Guaragna | Königreich Italien | 10     | 5  | 0  | 25             | 7              |
| 2    | Nikolaos Manolesos  | Griechenland       | 8      | 4  | 1  | 21             | 17             |
| 3    | Raymond Bru         | Belgien            | 6      | 3  | 2  | 21             | 16             |
| 4    | Edo Marion          | Jugoslawien        | 6      | 3  | 2  | 18             | 19             |
| 5    | Charles Otis        | Kanada             | 2      | 1  | 4  | 13             | 24             |
| 5    | Paul Kunze          | Niederlande        | 2      | 1  | 4  | 9              | 24             |
| 7    | Anwar Tawfik        | Ägypten            | 2      | 1  | 5  | 20             | 28             |

### 2. Runde

#### Pool 1
| Rang | Athlet            | Nation             | Punkte | S. | N. | Eigene Treffer | Gegner Treffer |
| ---- | ----------------- | ------------------ | ------ | -- | -- | -------------- | -------------- |
| 1    | Joe Levis         | Vereinigte Staaten | 8      | 4  | 1  | 24             | 16             |
| 2    | Paul Valcke       | Belgien            | 8      | 4  | 1  | 24             | 18             |
| 3    | Julius Eisenecker | Deutsches Reich    | 4      | 2  | 3  | 19             | 19             |
| 4    | Giorgio Bocchino  | Königreich Italien | 4      | 2  | 3  | 16             | 22             |
| 5    | Michel Fauconnet  | Schweiz            | 4      | 2  | 3  | 17             | 20             |
| 6    | Karl Sudrich      | Österreich         | 2      | 1  | 4  | 17             | 22             |

#### Pool 2
| Rang | Athlet              | Nation             | Punkte | S. | N. | Eigene Treffer | Gegner Treffer |
| ---- | ------------------- | ------------------ | ------ | -- | -- | -------------- | -------------- |
| 1    | Giulio Gaudini      | Königreich Italien | 6      | 3  | 1  | 19             | 9              |
| 2    | József Hátszeghy    | Ungarn             | 6      | 3  | 1  | 16             | 12             |
| 3    | Josef Losert        | Österreich         | 6      | 3  | 1  | 17             | 17             |
| 4    | Johan Falkenberg    | Norwegen           | 4      | 2  | 1  | 12             | 10             |
| 5    | Ivar Tingdahl       | Schweden           | 2      | 1  | 4  | 15             | 24             |
| 6    | Gottfried von Meiss | Schweiz            | 0      | 0  | 4  | 13             | 20             |

#### Pool 3
| Rang | Athlet                 | Nation           | Punkte | S. | N. | Eigene Treffer | Gegner Treffer |
| ---- | ---------------------- | ---------------- | ------ | -- | -- | -------------- | -------------- |
| 1    | Édward Gardère         | Frankreich       | 8      | 4  | 0  | 20             | 8              |
| 2    | Lajos Maszlay          | Ungarn           | 6      | 3  | 1  | 18             | 11             |
| 3    | Georges de Bourguignon | Belgien          | 6      | 3  | 1  | 19             | 13             |
| 4    | Jiří Jesenský          | Tschechoslowakei | 4      | 2  | 3  | 15             | 21             |
| 5    | August Heim            | Deutsches Reich  | 2      | 1  | 4  | 17             | 23             |
| 6    | Josef Ritz             | Österreich       | 0      | 0  | 4  | 7              | 20             |

#### Pool 4
| Rang | Athlet              | Nation         | Punkte | S. | N. | Eigene Treffer | Gegner Treffer |
| ---- | ------------------- | -------------- | ------ | -- | -- | -------------- | -------------- |
| 1    | Emrys Lloyd         | Großbritannien | 6      | 3  | 0  | 15             | 6              |
| 2    | Roberto Larraz      | Argentinien    | 6      | 3  | 1  | 18             | 11             |
| 3    | Aage Leidersdorff   | Dänemark       | 4      | 2  | 1  | 11             | 9              |
| 4    | Mahmoud Ahmed Abdin | Ägypten        | 4      | 2  | 1  | 11             | 10             |
| 5    | Edo Marion          | Jugoslawien    | 0      | 0  | 3  | 4              | 15             |
| 6    | Konstantinos Bembis | Griechenland   | 0      | 0  | 4  | 10             | 20             |

#### Pool 5
| Rang | Athlet              | Nation             | Punkte | S. | N. | Eigene Treffer | Gegner Treffer |
| ---- | ------------------- | ------------------ | ------ | -- | -- | -------------- | -------------- |
| 1    | André Gardère       | Frankreich         | 8      | 4  | 1  | 24             | 13             |
| 2    | Raymond Bru         | Belgien            | 6      | 3  | 1  | 18             | 12             |
| 3    | Gioacchino Guaragna | Königreich Italien | 6      | 3  | 1  | 17             | 12             |
| 4    | Jens Frølich        | Norwegen           | 4      | 2  | 3  | 16             | 23             |
| 5    | Hugh Alessandroni   | Vereinigte Staaten | 2      | 1  | 4  | 17             | 22             |
| 5    | Nikolaos Manolesos  | Griechenland       | 2      | 1  | 4  | 12             | 22             |

#### Pool 6
| Rang | Athlet             | Nation             | Punkte | S. | N. | Eigene Treffer | Gegner Treffer |
| ---- | ------------------ | ------------------ | ------ | -- | -- | -------------- | -------------- |
| 1    | Erwin Casmir       | Deutsches Reich    | 10     | 5  | 0  | 25             | 14             |
| 2    | Béla Bay           | Ungarn             | 6      | 3  | 2  | 18             | 13             |
| 3    | René Lemoine       | Frankreich         | 8      | 3  | 2  | 20             | 21             |
| 4    | Bengt Ljungquist   | Schweden           | 4      | 2  | 3  | 18             | 19             |
| 5    | Bill Pecora        | Vereinigte Staaten | 4      | 2  | 3  | 16             | 20             |
| 6    | Bohuslav Kirchmann | Tschechoslowakei   | 0      | 0  | 5  | 15             | 25             |

### Viertelfinale

#### Pool 1
| Rang | Athlet            | Nation             | Punkte | S. | N. | Eigene Treffer | Gegner Treffer |
| ---- | ----------------- | ------------------ | ------ | -- | -- | -------------- | -------------- |
| 1    | Giulio Gaudini    | Königreich Italien | 8      | 4  | 0  | 20             | 5              |
| 2    | André Gardère     | Frankreich         | 6      | 3  | 1  | 17             | 12             |
| 2    | Julius Eisenecker | Deutsches Reich    | 6      | 3  | 1  | 15             | 12             |
| 4    | Béla Bay          | Ungarn             | 4      | 2  | 2  | 13             | 17             |
| 5    | Johan Falkenberg  | Norwegen           | 0      | 0  | 4  | 6              | 20             |
| 5    | Roberto Larraz    | Argentinien        | 0      | 0  | 4  | 15             | 20             |

#### Pool 2
| Rang | Athlet           | Nation             | Punkte | S. | N. | Eigene Treffer | Gegner Treffer |
| ---- | ---------------- | ------------------ | ------ | -- | -- | -------------- | -------------- |
| 1    | Joe Levis        | Vereinigte Staaten | 10     | 5  | 0  | 25             | 16             |
| 2    | Edward Gardère   | Frankreich         | 6      | 3  | 1  | 18             | 9              |
| 3    | Raymond Bru      | Belgien            | 4      | 2  | 3  | 21             | 22             |
| 4    | Josef Losert     | Österreich         | 4      | 2  | 3  | 17             | 18             |
| 5    | Lajos Maszlay    | Ungarn             | 4      | 2  | 3  | 17             | 20             |
| 6    | Bengt Ljungquist | Schweden           | 0      | 0  | 4  | 7              | 20             |

#### Pool 3
| Rang | Athlet                 | Nation             | Punkte | S. | N. | Eigene Treffer | Gegner Treffer |
| ---- | ---------------------- | ------------------ | ------ | -- | -- | -------------- | -------------- |
| 1    | Erwin Casmir           | Deutsches Reich    | 8      | 4  | 1  | 23             | 13             |
| 2    | Gioacchino Guaragna    | Königreich Italien | 6      | 3  | 1  | 18             | 10             |
| 3    | József Hátszeghy       | Ungarn             | 6      | 3  | 2  | 20             | 19             |
| 4    | Georges de Bourguignon | Belgien            | 4      | 2  | 2  | 18             | 15             |
| 5    | Jens Frølich           | Norwegen           | 2      | 1  | 4  | 15             | 24             |
| 5    | Jiří Jesenský          | Tschechoslowakei   | 2      | 1  | 4  | 11             | 24             |

#### Pool 4
| Rang | Athlet              | Nation             | Punkte | S. | N. | Eigene Treffer | Gegner Treffer |
| ---- | ------------------- | ------------------ | ------ | -- | -- | -------------- | -------------- |
| 1    | Giorgio Bocchino    | Königreich Italien | 6      | 3  | 1  | 17             | 11             |
| 2    | René Lemoine        | Frankreich         | 6      | 3  | 1  | 17             | 12             |
| 3    | Paul Valcke         | Belgien            | 6      | 3  | 1  | 16             | 13             |
| 4    | Emrys Lloyd         | Großbritannien     | 6      | 3  | 2  | 19             | 14             |
| 5    | Mahmoud Ahmed Abdin | Ägypten            | 2      | 1  | 4  | 17             | 22             |
| 6    | Aage Leidersdorff   | Dänemark           | 0      | 0  | 4  | 6              | 20             |

### Halbfinale

#### Pool 1
| Rang | Athlet            | Nation             | Punkte | S. | N. | Eigene Treffer | Gegner Treffer |
| ---- | ----------------- | ------------------ | ------ | -- | -- | -------------- | -------------- |
| 1    | Giulio Gaudini    | Königreich Italien | 12     | 6  | 1  | 34             | 20             |
| 2    | Giorgio Bocchino  | Königreich Italien | 10     | 5  | 1  | 28             | 18             |
| 3    | André Gardère     | Frankreich         | 8      | 4  | 2  | 26             | 19             |
| 4    | Raymond Bru       | Belgien            | 8      | 4  | 3  | 25             | 26             |
| 5    | Emrys Lloyd       | Großbritannien     | 6      | 3  | 4  | 28             | 24             |
| 6    | Paul Valcke       | Belgien            | 4      | 2  | 5  | 19             | 28             |
| 7    | József Hátszeghy  | Ungarn             | 4      | 2  | 5  | 20             | 31             |
| 8    | Julius Eisenecker | Deutsches Reich    | 2      | 1  | 6  | 20             | 34             |

#### Pool 2
| Rang | Athlet                 | Nation             | Punkte | S. | N. | Eigene Treffer | Gegner Treffer |
| ---- | ---------------------- | ------------------ | ------ | -- | -- | -------------- | -------------- |
| 1    | Gioacchino Guaragna    | Königreich Italien | 12     | 6  | 0  | 30             | 12             |
| 2    | Erwin Casmir           | Deutsches Reich    | 10     | 5  | 1  | 28             | 18             |
| 3    | Édward Gardère         | Frankreich         | 10     | 5  | 1  | 29             | 21             |
| 4    | Georges de Bourguignon | Belgien            | 8      | 4  | 3  | 28             | 29             |
| 5    | Béla Bay               | Ungarn             | 6      | 3  | 4  | 27             | 28             |
| 6    | René Lemoine           | Frankreich         | 4      | 2  | 5  | 19             | 32             |
| 7    | Joe Levis              | Vereinigte Staaten | 2      | 1  | 5  | 19             | 25             |
| 8    | Josef Losert           | Österreich         | 0      | 0  | 6  | 15             | 30             |

### Finale
| Rang | Athlet                 | Nation             | Punkte | S. | N. | Eigene Treffer | Gegner Treffer |
| ---- | ---------------------- | ------------------ | ------ | -- | -- | -------------- | -------------- |
| 1    | Giulio Gaudini         | Königreich Italien | 14     | 7  | 0  | 35             | 20             |
| 2    | Édward Gardère         | Frankreich         | 12     | 6  | 1  | 33             | 25             |
| 3    | Giorgio Bocchino       | Königreich Italien | 8      | 4  | 3  | 28             | 22             |
| 4    | Erwin Casmir           | Deutsches Reich    | 8      | 4  | 3  | 31             | 29             |
| 5    | Gioacchino Guaragna    | Königreich Italien | 6      | 3  | 4  | 30             | 28             |
| 6    | Raymond Bru            | Belgien            | 6      | 3  | 4  | 25             | 31             |
| 7    | André Gardère          | Frankreich         | 2      | 1  | 6  | 23             | 32             |
| 8    | Georges de Bourguignon | Belgien            | 0      | 0  | 7  | 17             | 35             |

| Begegnung           | Begegnung              | Ergebnis | Ergebnis |
| ------------------- | ---------------------- | -------- | -------- |
| Giulio Gaudini      | Édward Gardère         | 5        | 3        |
| Giulio Gaudini      | Giorgio Bocchino       | 5        | 2        |
| Giulio Gaudini      | Erwin Casmir           | 5        | 3        |
| Giulio Gaudini      | Gioacchino Guaragna    | 5        | 4        |
| Giulio Gaudini      | Raymond Bru            | 5        | 2        |
| Giulio Gaudini      | André Gardère          | 5        | 4        |
| Giulio Gaudini      | Georges de Bourguignon | 5        | 2        |
| Édward Gardère      | Giorgio Bocchino       | 5        | 2        |
| Édward Gardère      | Erwin Casmir           | 5        | 4        |
| Édward Gardère      | Gioacchino Guaragna    | 5        | 4        |
| Édward Gardère      | Raymond Bru            | 5        | 4        |
| Édward Gardère      | André Gardère          | 5        | 3        |
| Édward Gardère      | Georges de Bourguignon | 5        | 3        |
| Giorgio Bocchino    | Gioacchino Guaragna    | 5        | 3        |
| Giorgio Bocchino    | Raymond Bru            | 5        | 1        |
| Giorgio Bocchino    | André Gardère          | 5        | 1        |
| Giorgio Bocchino    | Georges de Bourguignon | 5        | 2        |
| Erwin Casmir        | Giorgio Bocchino       | 5        | 4        |
| Erwin Casmir        | Gioacchino Guaragna    | 5        | 4        |
| Erwin Casmir        | André Gardère          | 5        | 4        |
| Erwin Casmir        | Georges de Bourguignon | 5        | 2        |
| Gioacchino Guaragna | Raymond Bru            | 5        | 3        |
| Gioacchino Guaragna | André Gardère          | 5        | 2        |
| Gioacchino Guaragna | Georges de Bourguignon | 5        | 3        |
| Raymond Bru         | Erwin Casmir           | 5        | 4        |
| Raymond Bru         | André Gardère          | 5        | 4        |
| Raymond Bru         | Georges de Bourguignon | 5        | 3        |
| André Gardère       | Georges de Bourguignon | 5        | 2        |